# Jason Marsalis
Jason Marsalis (New Orleans, 4 maart 1977) is een Amerikaanse jazzdrummer, -vibrafonist en -componist.

## Biografie
Jason Marsalis is de jongste zoon van Ellis Marsalis en broer van de jazzmuzikanten Wynton Marsalis, Branford Marsalis en Delfeayo Marsalis. Hij had zijn eerste optreden als professionele muzikant op 12-jarige leeftijd met zijn vader. Hij studeerde klassieke drums aan de Loyola University en speelde vervolgens met reguliere jazzmuzikanten (zoals zijn vader), evenals fusion-funk, Braziliaanse muziek (Casa Samba) en zelfs in een band met Keltische volksmuziek. Met trompettist Irvin Mayfield en drummer Bill Summers formeerde hij de fusionband Les Hombres Calientes. Hij speelde ook lang in een trio met pianist Marcus Roberts. Zijn debuutalbum The year of the drummer werd uitgebracht in 1998. Hij heeft onlangs zijn eigen kwartet geleid, meer gericht op het vibrafoonspel. Hij woont sinds 2016 in Frankrijk.
In 2011 ontving hij, net als de andere muzikanten in de familie Marsalis, de NEA Jazz Masters Fellowship. In 2013 won hij de DownBeat Critical Polls in de categorie «Rising Star» voor vibrafoon.

## Discografie
- 1998: The Year of the Drummer (Basin Street Records)
- 1999: Music in Motion (Basin Street Records) (met John Ellis, tenorsaxofoon)
- 2009: Music Update (Elm Records)

- Bibliothèque nationale de France: cb13949332k (data)
- Gemeinsame Normdatei: 13487126X
- International Standard Name Identifier: 0000 0001 1470 0700
- Library of Congress Control Number: no00053419
- MusicBrainz: dee32178-b8fc-4c8f-b435-112c57a9175a
- Nationale Bibliotheek van Tsjechië: xx0021572
- Nationale Bibliotheek van Israël: 987007315755805171
- Système universitaire de documentation: 162333927
- Virtual International Authority File: 29723789
- WorldCat: E39PBJrRcTmxRwDQjDw4bRCbBP